# Бранко Милутиновић
Бранко Милутиновић (Сарајево, 10. октобар 1917 — Малешевци, код Угљевика, 28. новембар 1942) био је  учесник Народноослободилачке борбе и народни херој Југославије.

## Биографија
Родио се у Сарајеву 10. октобра 1917. године у радничкој породици. У Војнотехничком заводу је изучио ковачки занат и запосли осе у железничкој радионици.
Није учествовао у политичком животу, али када је почео Други светски рат одазвао се позиву Комунистичке партије за подизање устанка на Романији. Као члан Романијског партизанског одреда истакао се у нападу на железничку станицу на Жљебовима у јулу 1941. године и на усташко-домобранску посаду у Мокром када је био рањен. Тада је примљен КПЈ.
Придружио се новоформираном Првом источнобосанском ударном батаљону у марту 1942. године, а касније Шестој источнобосанској бригади. Учествовао је у свим борбама ове бригаде. У последњој борби против четника у Малешевцима 28. новембра 1942. године као десетар четврте чете је погинуо.
Указом председника ФНР Југославије Јосипа Броза Тита 27. новембра 1953. проглашен је за народног хероја.